# Tatai Öreg-tavi Nagy Halászat
Az Öreg-tavi Nagy Halászat Tatán megrendezett három napos „halas fesztivál”, melyet 2001 óta október közepén rendez meg a Tatai Mezőgazdasági Zrt. Partner rendezvények: Tatai Patara, Víz, zene, virág fesztivál, Tatai vadlúd sokadalom.

## Története
Az Öreg-tavi Nagy Halászat név már az 1900-as évek elején is felbukkan a híradásokban, jól érzékeltetve azt, hogy a tó lehalászatát mindig is megkülönböztetett figyelem kísérte, s nem csak a halászok részéről.  A hálóvetés idővel társasági eseménnyé vált, s ez a hagyomány elevenedik fel 2001óta. A rendezvény fő motívumát adó víz-hal-halászat-természet gondolatkör szervesen kapcsolódik Tata egyéb eseményeihez, hagyományaihoz.

## Célja
Lehetőséget nyújt a tóhoz kapcsolódó természet és környezetvédelmi ismeretek átadására, éppúgy, mint a múlt halászati tárgyi emlékeinek, elfeledett kézműves szakmai fogásainak (nádverés, hálókötés) bemutatásához. Hozzájárul a város turisztikai vonzerejének és a látványosságok számának növeléséhez.

## Programok
A halas fesztivál fő attrakciója az országban elsőként és a mai napig egyedüliként itt látható látványhalászat, mely 400 méteres húzóhálós kerítéssel kerül lebonyolításra. Az egész napot betöltő halászat, a halválogatás, halvásár alkalmas arra, hogy közelből mutassa be a halászok nehéz fizikai munkáját annak minden szépségével együtt. A tájjellegű és az ország egészének halas gasztronómiáját átfogó halétel-bemutató és halvásár széles keresztmetszetét adja a halételeknek azzal együtt, hogy az ország minden részét reprezentáló tájegységi hal specialitásokat halfőző bajnokok főztjeként ízlelhetik meg a fesztiválra kilátogatók.
A fesztivál keretében a halászat és gasztronómia mellett kulturális programok zajlanak zenekarok, hagyományőrző néptánc együttesek közreműködésével.

## Külső hivatkozások
- Tatai Öreg-tavi Nagy Halászat hivatalos honlapja
- A tatai Öreg-tavi Nagy Halászat másik honlapja
- Öreg-tavi nagy halászat
- XI. Tatai Öreg-tavi Nagy Halászat 2011. október 14-16.
- Tatai Öreg tavi nagy halászat a Vendegvaro.hu oldalán
- Tatai Öreg-tavi Nagy Halászat a Fesztivalkalauz.hu oldalán
- Öreg-tavi nagy halászat Tatán az MTV.hu oldalán
- Tatai barangolások, fényképes városi túraajánlatok